# Efésios 1
Efésios 1 é o primeiro capítulo da Epístola aos Efésios, de autoria do Apóstolo Paulo, no Novo Testamento da Bíblia.

## Estrutura
A Tradução Brasileira da Bíblia organiza este capítulo da seguinte maneira:
- Efésios 1:1-2 - Prefácio e saudação
- Efésios 1:3-14 - As bênçãos de Deus em Cristo, autor da nossa redenção
- Efésios 1:15-23 - Paulo ora, para que Deus lhes conceda grandes bênçãos em Cristo, cabeça da igreja